# Reikosiella
Reikosiella is een geslacht van vliesvleugeligen uit de familie Eupelmidae. De wetenschappelijke naam van dit geslacht is voor het eerst geldig gepubliceerd in 1969 door Yoshimoto.

## Soorten
Het geslacht Reikosiella omvat de volgende soorten:
- Reikosiella arboris (Girault, 1921)
- Reikosiella bigutta (Girault, 1917)
- Reikosiella bilongifasciata (Girault, 1923)
- Reikosiella charitopoides (Girault, 1916)
- Reikosiella clauda (Girault, 1915)
- Reikosiella compressicauda (Girault, 1915)
- Reikosiella crisagatra Narendran, 1996
- Reikosiella gibsoni (Anil & Narendran, 1991)
- Reikosiella hungarica (Erdös, 1959)
- Reikosiella insularis (Girault, 1915)
- Reikosiella luxa Narendran, 1996
- Reikosiella marxi (Girault, 1932)
- Reikosiella marylandica (Girault, 1916)
- Reikosiella melina Yoshimoto, 1969
- Reikosiella muironi (Girault, 1925)
- Reikosiella muramura (Girault, 1921)
- Reikosiella napoleoni (Girault, 1923)
- Reikosiella nonaericeps (Girault, 1923)
- Reikosiella pachyscapha (Girault, 1915)
- Reikosiella pax (Girault, 1913)
- Reikosiella puella (Girault, 1934)
- Reikosiella quilonica (Narendran, 1996)
- Reikosiella silvarum (Girault, 1923)
- Reikosiella tsaratananae (Risbec, 1952)